# Markovac Našički
Markovac Našički est un village de la municipalité de Našice (Comitat d'Osijek-Baranja) en Croatie. Au recensement de 2011, la ville comptait 1 586 habitants.